# Lew Oszanin
Lew Iwanowicz Oszanin (ros. Лев Иванович Ошанин; ur. 17 maja?/30 maja 1912 w Rybińsku, zm. 31 grudnia 1996 w Moskwie) – rosyjski poeta. 
Urodził się w szlacheckiej rodzinie pracownika sądu i nauczycielki muzyki. Od 1917 mieszkał w Rostowie, a od 1922 w Moskwie. Po ukończeniu 8 klas szkoły pracował jako tokarz, później zaczął publikować wiersze. Od 1932 do 1935 mieszkał w Chibinogorsku na Syberii, po czym wrócił do Moskwy. Był członkiem Związku Pisarzy ZSRR. W 1950 otrzymał Nagrodę Stalinowską. Jest autorem ponad 70 zbiorów poezji. Pisał między innymi erotyki, ballady, pieśni. Dzięki tym ostatnim, zyskał sobie dużą popularność. Był laureatem nagrody państwowej. Do ostatnich lat życia prowadził seminarium dla młodych poetów. 
Do najpopularniejszych tekstów jego autorstwa należą Hymn Światowego Związku Młodzieży Demokratycznej oraz piosenka Słoneczny krąg, znana też jako Zawsze niech będzie słońce, która w wykonaniu Tamary Mansarowej zdobyła pierwsze miejsce na festiwalu w Sopocie w 1963 roku.